# Seznam hudebních teoretiků
Toto je seznam hudebních teoretiků (muzikologů) řazený v chronologickém pořadí. Kritériem pro zařazení do seznamu je vydání spisu nebo (zejména u teoretiků do 15. století) rozšíření psaných teoretických prací evropských hudebníků a jejich zahrnutí v publikovaných knihách o dějinách hudební teorie.
Jelikož kategorie hudebních teoretiků nejsou děleny podle národnosti, tento seznam si klade za cíl poskytnout všeobecný přehled hudebních teoretiků, otevřený dalšímu doplnění. Informace o některých teoreticích jsou velmi skromné (např. u anonymů). V těchto případech se odkazuje na existující traktát(y), spisy, či pojednání.

## Starověk
- Archytas (428–347 př. n. l.)
- Alypios (vrchol kolem roku 360 př. n. l.)
- Aristoxenos Tarantský (vrchol kolem r. 355 př. n. l.)
- Archestratus (počátek 3. století př. n. l.)
- Ptolemaida z Kyrény (asi 3. století př. n. l.)
- Eratosthenés z Kyrény (asi 276 – asi 194 př. n. l.)
- Dýdimos (1. století př. n. l.)
- Kleonidés (asi 1. století)
- Klaudios Ptolemaios (asi 100 – asi 170)
- Augustin z Hipppny (svatý Augustin, 354–430)
- Martianus Capella (počátek 5. století)
- Boethius (480–524/525)
- Cassiodorus (485–580)
- Isidor ze Sevilly (asi 560 – 636)

## Středověk
- Al-Kindi (Alkindus, 801–873)
- Notker Balbulus (840–912)
- Aurelian z Réôme (vrchol kolem r. 840–850)
- Johannes Scotus Eriugena (asi 815 – 877)
- Hucbald (asi 840 nebo 850 – 930)
- Pseudo-Hucbald / Anonym 8 (Musica enchiriadis) (9. století)[1]
- Anonym 7 (Gerbert) (Alia musica) (9.–10. století)[1]
- Regino z Prümu (asi 840–915)
- Al-Fárábí (872–950)
- Odo z Cluny (Dialogus de musica) (878-942)
- Abulfaraj (897–967)
- Notker Labeo (950–1022)
- Pseudo-Odo (Dialogus de musica) (11. století)[1]
- Guido z Arezza (asi 991 – po 1033)
- Avicenna (Ibn-Sīnā) (asi 980 – 1037)
- Berno z Reichenau (zemř. 1048)
- Heřman z Reichenau (Hermannus Contractus, 1013–1054)
- Aribo (vrchol kolem roku 1068–1078)[1]
- Vilém z Hiršova (Wilhelm von Hirsau, zemř. 1091)
- Frutolfus z Michelsbergu (polovina 11. století – 1103)[2]
- Theogerus Metský (asi 1050 – asi 1120)[3]
- Coussemaker, doasi 1 (Ad organum faciendum) (2. pol. 11. století)[4]
- Johannes Cotto (vrchol kolem r. 1100)
- Guido z Eu (vrchol kolem roku 1130s)[5]
- Theinred Doverský (12. století)[6]
- Ficker Anonym (Vatikánský organový traktát) (počátek 13. století)[7]
- Franko Kolínský (13. století)
- Safi al-Din al-Urmaví (nar. asi roku 1216 v Bagdádu, zemřel v roce 1294)
- Bartholomeus Anglicus (před 1203 – 1272)
- Roger Bacon (1214–1292)
- Coussemaker, doasi 3 (Discantus positio vulgaris) (asi 1230)[1]
- Egidius de Zamora (vrchol kolem r. 1260–1280)[8]
- Amerus (vrchol kolem r. 1271)
- Jeroným Moravský/Hieronymus de Moravia (zemř. po 1272)
- Anonym 4 (De mensuris et discantu) (vrchol kolem r. 1270 – 1280)
- Anonym 2 (Tractatus de discantu) (konec 13. století)[1][7]
- Magister Lambertus (vrchol kolem r. 1270)[1]
- Engelbert z Admontu (asi 1250 – 1331)
- Jakub z Lutychu (Jacques de Liège/Jacobus Leodiensis, asi 1260 – po roce 1330)
- Johannes de Garlandia (vrchol kolem let 1270–1320)
- Petrus de Cruce (konec 13. století)
- Petrus de Picardia (polovina 13. století)[1]
- Eliáš Salomo (konec 13. století)[9]
- Sowa Anonym — Anonym ze St. Emmeram (De musica mensurata) (1279)[1]
- Anonym 3 (Compendiolum artis veteris) (počátek 14. století)[7]
- Philippe de Vitry (asi 1291 – 1361)
- Hugo Spechtshart (asi 1285 – 1359/60)[10]
- Johannes Vetulus de Anagnia (1. pol. 14. století)[11]
- Petrus Frater Dictus Palma Ociosa (vrchol na počátku 14. století)[12]
- Johannes de Grocheio (vrchol kolem r. 1300)
- Manuel Bryennius (14. století)[1][13]
- Walter Odington (zemř. 1330)
- Johannes de Muris (asi 1290 – po 1344)
- Marchetto da Padova (vrchol kolem r. 1274–1319)
- Robert de Handlo (počátek 14. století)[14]
- Anonym 7 (Coussemaker,De diversis manieribus) (polovina 14. století)[7]
- John Hanboys (konec 14. století)
- John z Tewkesbury (vrchol kolem r. 1351–1392)[15]
- Johannes Boen (zemř. 1367)[16]
- Ellsworth Anonymi (Berkeleyský rukopis) (před rokem 1375)[7]
- Anonym 5 (Ars cantus mensurabilis) (konec 14. století)[1]
- Johannes Ciconia (1360–1412)
- Philippus de Caserta (konec 14. století)

## Renesance
- Fernand Estevan (počátek 15. století)[17]
- Giorgio Anselmi (asi 1386 – 1440/43)
- Ugolino of Forlì nebo Ugolino of Orvieto (asi 1380 – 1452)
- Antonius de Leno (počátek 15. století)[17]
- John Hothby (asi 1410 – 1487)
- Johannes Gallicus (asi 1415 – 1473)
- Prosdocimus de Beldemandis (zemř. 1428)
- Johannes Tinctoris (asi 1435 – 1511)
- Bartolomeus Ramis de Pareia (asi 1440 – po 1491)
- Adam z Fuldy (Adam von Fulda, 1445–1505)
- Johannes Cochlaeus (1449–1552)
- Anonym 11 (Tractatus de musica plana et mensurabili) (polovina 15. století)[7]
- Anonym 12 (Tractatus de musica) (2. pol. 15. století)[7]
- Franchinus Gaffurius (1451–1522)
- Nicolò Burzio (1453–1528)[17]
- Giovanni Spataro (1458–1541)[17]
- Jacques Lefèvre d'Étaples (Jacobus Faber Stapulensis) (asi 1460 – 1536) Musica libris demonstrata quattuor, Paris 1496
- Domingo Marcos Durán (asi 1460 – 1529)
- Erasmus Horicius (asi 1465 – počátek 16. století)[17]
- Michael Keinspeck (asi 1470 – polovina 16. století)[17]
- Lodovico Fogliano (asi 1475 – 1542)[17]
- Johannes Aventinus (1477–1534)
- Pietro Aaron (asi 1480 – asi 1550)
- Nicolaus Wollick (asi 1480 – 1541)[17]
- Sebastian z Felsztyna (asi 1480/1490? – po 1543)
- Melchior Schanppecher (nar. asi 1480)[17]
- John Tucke (asi 1482 – po 1539)[17]
- Martin Agricola (1486–1556)
- Heinrich Glarean (1488–1563)
- Georg Rhau (1488–1548)
- Giovanni Del Lago (asi 1490 – 1544)[17]
- Giovanni Maria Lanfranco (asi 1490 – 1545)[17]
- Andreas Ornithoparchus (nar. asi 1490)[18]
- Bonaventura da Brescia (konec 15. století)[17]
- Guilielmus Monachus (konec 15. století)[17]
- Guillermo de Podio (konec 15. století)[17]
- Sylvestro di Ganassi dal Fontego/Silvestro Ganassi (asi 1492 – polovina 16. století)
- Stephanus Vanneo (1493–1535)[17]
- Henricus Grammateus/Heinrich Schreiber (1495–1525/6),
- Sebald Heyden (1499–1561)
- Heinrich Faber (před 1500–1552)
- Simon de Quercu (počátek 16. století)[17]
- Vicente Lusitano (16. století)
- Auctor Lampadius (asi 1500 – 1559)[17]
- Adrianus Petit Coclico (asi 1500 – 1562)
- Juan Bermudo (asi 1510 – 1565)
- Nikolaus Listenius (nar. asi 1510)[17]
- Ghiselin Danckerts (asi 1510 – po 1565)
- Diego Ortiz (asi 1510 – 1570)
- Nicola Vicentino (1511–1576)
- Francisco de Salinas (1513–1590)
- Gioseffo Zarlino (1517–1590)
- Girolamo Mei (1519–1594)
- Aiguino da Brescia (1520–1581)[17]
- Vincenzo Galilei (konec 1520–1591)
- Hermann Finck (1527–1558)
- Francisco de Montanos (asi 1528 – po 1592)[17]
- Ercole Bottrigari (1531–1612)
- Pietro Pontio (1532–1595)
- Gallus Dressler (1533 – asi 1580/89)
- Orazio Tigrini (asi 1535 – 1591)[17]
- Giovanni Maria Artusi (asi 1540 – 1613)
- Giulio Caccini (asi 1545 – 1618)
- Cyriakus Schneegass (1546–1597)
- Philibert Jambe de Fer (vrchol kolem r. 1548–1564)
- John Wylde (polovina 15. století)[17]
- Riccardo Rognoni nebo Rogniono (asi 1550 – 1620), Passaggi per potersi esercitare nel diminuire Benátky 1592
- Pierre Maillart (1550–1622)[17]
- Scipione Cerreto (asi 1551 – 1633)[17]
- Elway Bevin (asi 1554 – 1638)[17]
- Girolamo Diruta (asi 1554 – po 1610)
- Jean Yssandon (asi 1555 – 1582)[17]
- Lodovico Zacconi (1555–1627)
- Sethus Calvisius (1556–1615)
- Jan Josquin (vl. jménem snad Václav Solín, činný na poč. 60. let 16. století)[19]
- Johannes Nucius (asi 1556 – 1620)
- Thomas Morley (asi 1557 – 1602)
- Claudius Sebastiani (vrchol kolem r. 1557–65)[17]
- Adam Gumpelzhaimer (1559–1625)
- Giovanni Luca Conforti (asi 1560 – 1608), Breve et facile maniera d’essercitarsi..., Řím 1593[17]
- Charles Butler (asi 1560 – 1647)
- Lodovico Viadana (asi 1560 – 1627)
- Giovanni Bassano (1560/61–1617), Ricercate, passaggi et cadentie... Benátky 1585
- Pietro Cerone (1561–1625)
- Peter Eichmann (1561–1623)[17]
- Jan Pietrszoon Sweelinck (1562–1621)
- Giovanni Camillo Maffei (vrchol v letech 1562–73), Delle lettere del Signor Gio. Camillo Maffei da Solofra, libri due ..., Neapol 1562[17]
- William Bathe (1564–1614)
- Joachim Burmeister (1564–1629)
- Johannes Christoph Demantius (1567–1643)
- Claudio Monteverdi (1567–1643)
- Thomas Campion (1567–1620)
- Adriano Banchieri (1568–1634)
- Girolamo Dalla Casa (před 1568 – 1601), Il vero modo di diminuir con tutte le sorti di stromenti di fiato, & corda, & di voce humana Benátky: Angelo Gardano 1584
- Michael Praetorius (asi 1569/73 – 1621)
- Georg Quitschreiber (1569–1638)[17]
- Tomás de Santa María (zemř. 1570)
- Francesco Bianciardi (asi 1571 – 1607)[17]
- Eucharius Hoffmann (zemř. 1588)[17]
- Giovanni Battista Bovicelli (vrchol tvorby v letech 1592–94), Regole, passaggi di musica, madrigali et motetti passeggiati Benátky, 1594[17]
- Gaspar Stoquerus (konec 16. století)[17]
- Francesco Rognoni Taeggio (druhá pol. 16. století – po roce 1626) Selva de varii passaggi Milán 1620

## 17. století
- Aureliano Virgiliano (vrchol tvorby asi 1620), Il Dolcimelo, asi 1620 (ms)[17]
- Wolfgang Schonsleder (1570–1651)[17]
- John Coprario (asi 1570 – 1626)
- Johannes Kepler (1571–1630)
- Giulio Monteverdi (1573–1630/31)[17]
- Robert Fludd (1574–1637)
- Salomon de Caus (asi 1576 – 1626)
- Gerhard Johann Vossius (1577–1649)
- Agostino Agazzari (1578–1640)
- Henricus Baryphonus (1581–1655)[17]
- Severo Bonini (1582–1663)
- Thomas Ravenscroft (asi 1582 – 1635)
- Johannes Lippius (1585–1612)
- Antoine Parran (1587–1650)[17]
- Johann Heinrich Alsted (1588–1638)
- Johann Andreas Herbst (1588–1666)
- Marin Mersenne (1588–1648)
- Heinrich Grimm (1593–1637)[17]
- Giovanni Battista Doni (1595–1647)
- René Descartes (1596–1650)
- Galeazzo Sabbatini (1597–1662)
- Joan Albert Ban (1597–1644)
- Johann Crüger (1598–1662)
- Joachim Thuringus (nar. konec 16. století)[17]
- Agostino Pisa (počátek 17. století)[17]
- Jean Denis (asi 1600 – 1672)[17]
- Antoine Du Cousu (asi 1600 – 1658)[17]
- Marco Scacchi (asi 1600 – 1681/87)
- Athanasius Kircher (1601–1680)
- Christopher Simpson (asi 1605 – 1669)
- Hans Mikkelsen Ravn (asi 1610 – 1663)[17]
- Wolfgang Ebner (1612–1665)[17]
- Otto Gibelius (1612–1682)[17]
- Thomas Mace (1612/3 – asi 1706)
- Lorenzo Penna (1613–1693)[17]
- William Holder (1616–1696)
- John Wallis (1616–1703)
- Isaac Vossius (1618–1689)
- Conrad Matthaei (1619 – asi 1667)[17]
- Matthew Locke (1621–1677)
- John Playford (1623–1686)
- Andrés Lorente (1624–1703)[17]
- René Ouvrard (1624–1694)
- Bénigne de Bacilly (asi 1625 – 1690)[17]
- Giovanni Andrea Bontempi (asi 1624 – 1705)[17]
- Christoph Bernhard (1628–1692)
- Christiaan Huygens (1629–1695)
- Guillaume-Gabriel Nivers (asi 1632 – 1714)
- Angelo Berardi (asi 1636 – 1694)
- Daniel Speer (1636–1707)
- Francis North (1637–1685)
- Wolfgang Caspar Printz (1641–1717)[17]
- Giovanni Maria Bononcini (1642–1678)
- Jean Rousseau (1644–1700)
- Andreas Werckmeister (1645–1706)
- Gottfried Wilhelm Leibniz (1646–1716)
- Thomas Salmon (1648–1706)
- Johann Georg Ahle (1651–1706)
- Roger North (asi 1651 – 1734)[17]
- Zaccaria Tevo (1651 – asi 1709/12)[17]
- Joseph Sauveur (1653–1716)
- Georg Muffat (1653–1704)
- Pier Francesco Tosi (asi 1653 – 1732)
- Pablo Nassarre (asi 1654 – 1730)[17]
- Johann Baptist Samber (1654–1717)[17]
- Johann Beer (1655–1700)
- Sébastien de Brossard (1655–1730)
- Étienne Loulié (asi 1655 – 1707)
- Giovanni d’Avella (vrchol kolem r. 1657) Regole di musica, divise in cinque trattati (Řím, 1657)[17]
- Henry Purcell (1659–1695)
- Nicola Matteis (vrchol kolem r. 1670–asi 1698)
- Friedrich Erhard Niedt (1674–1708)
- Charles Masson (vrchol kolem r. 1680–1700)[17]
- De La Voye-Mignot (zemř. 1684)[17]

## 18. století
- Johann Joseph Fux (1660–1741)
- Johann Kuhnau (1660–1722)
- Tomáš Baltazar Janovka (1669 –1741)[17]
- Francesco Gasparini (1661–1727)
- Johann Heinrich Buttstett (1666–1727)
- Johann Christoph Pepusch (1667–1752)
- David Kellner (asi 1670 – 1748)
- Johann Philipp Treiber (1675–1727)[17]
- Georg Philipp Telemann (1681–1767)
- Johann Mattheson (1681–1764)
- Johann David Heinichen (1683–1729)
- Jean-Philippe Rameau (1683–1764)
- Meinrad Spiess (1683–1761)[17]
- Johann Gottfried Walther (1684–1748)
- Alexander Malcolm (1685–1763)[17]
- Johann Georg Neidhardt (1685–1739)[17]
- François Campion (asi 1686 – 1748)[17]
- Francesco Geminiani (1687–1762)
- Giuseppe Tartini (1692–1770)
- Johann Joachim Quantz (1697–1773)
- Francesco Antonio Vallotti (1697–1780)
- Jakob Adlung (1699–1762)
- Christoph Gottlieb Schröter (1699–1782)[17]
- William Tans'ur (1700–1783)
- De Saint-Lambert (vrchol kolem r. 1700–1710)[17]
- Georg Andreas Sorge (1703–1778)
- Gottfried Keller (zemř. 1704)[17]
- Jean-Adam Serre (1704–1788)[17]
- Giovanni Battista Martini (1706–1784)
- Leonhard Euler (1707–1783)
- Johann Adolph Scheibe (1708–1776)
- Jean Laurent de Béthizy (1709–1781)[17]
- Joseph Riepel (1709–1782)[17]
- Lorenz Christoph Mizler Kolof (1711–1778)
- Jean-Jacques Rousseau (1712–1778)
- Carl Philipp Emanuel Bach (1714–1788)
- Pierre-Joseph Roussier (1716–1792)[17]
- Jean le Rond d'Alembert (1717–1783)
- Friedrich Wilhelm Marpurg (1718–1795)
- Niccolo Pasquali (asi 1718 – 1757)[17]
- Leopold Mozart (1719–1787)
- Johann Friedrich Agricola (1720–1774)
- Johann Georg Sulzer (1720–1779)
- Martin Gerbert (1720–1793)
- Johann Philipp Kirnberger (1721–1783)
- George Simon Löhlein (1725–1781)[17]
- Giuseppe Paolucci (1726–1776)[17]
- Antonio Eximeno y Pujades (1729–1808)[17]
- Antonio Soler (1729–1783)
- Johann Friedrich Daube (asi 1730 – 1797)[17]
- Luigi Antonio Sabbatini (asi 1732 – 1809)
- Johann Georg Albrechtsberger (1736–1809)
- Vincenzo Manfredini (1737–1799)
- Johann Gottlieb Portmann (1739–1798)[17]
- Honoré François Marie Langlé (1741–1807)[17]
- Johann Abraham Peter Schulz (1747–1800)
- Georg Michael Telemann (1748–1831)
- Heinrich Christoph Koch (1749–1816)[17]
- Georg Vogler (1749–1814)
- Antonio Ventura Roel del Rio (vrchol v polovině 18. století)[17]
- Augustus Frederic Christopher Kollmann (1756–1829)
- Daniel Gottlob Türk (1756–1813)
- Francesco Galeazzi (1758–1819)[17]
- Bohumír Jan Dlabač (Johann Gottfried Dlabacz) (1758-1820)
- Luigi Cherubini (1760–1842)
- Jérôme-Joseph de Momigny (1762–1842)
- Bedřich Diviš Weber/Friedrich Dionys Weber (1766-1842)
- Józef Elsner (1769–1854)
- Antonín Josef Rejcha (1770–1836)
- Alexandre-Étienne Choron (1771–1834)
- John Holden (zemř. asi 1771)[17]
- Charles Simon Catel (1773–1830)
- Raphael Georg Kiesewetter (1773-1850)
- Matthew Peter King (1773–1823)[17]
- Johann Bernhard Logier (1777–1846)
- Gottfried Weber (1779–1839)

## 19. století
- François-Joseph Fétis (1784–1871)
- Šimon Sechter (1788–1867)
- Carl Czerny (1791–1857)
- Moritz Hauptmann (1792–1868)
- Adolf Bernhard Marx (asi 1795–1866)
- Sarah Mary Fitton (asi 1796–1874)
- Johann Christian Lobe (1797–1881)
- Siegfried Dehn (1799–1858)
- Auguste Barbereau (1799–1879)
- Edmond de Coussemaker (1805-1876)
- Henri Reber (1807–1880)
- Carl Friedrich Weitzmann (1808–1880)
- Ernst Friedrich Richter (1808–1879)
- Alfred Day (1810–1849)[17]
- George Alexander Macfarren (1813–1887)
- František Blažek (1814-1900)
- Vincenc Bradáč (též jako Čeněk Bradáč, 1815–1874)
- August Wilhelm Ambros (1816-1876)
- Hermann von Helmholtz (1821–1894)
- Anton Bruckner (1824–1896)
- Frederick Arthur Gore Ouseley (1825–1889)
- Eduard Hanslick (1825-1904)
- Rudolf Westphal (1826–1892)
- Friedrich Chrysander (1826-1901)
- François-Auguste Gevaert (1828–1908)
- Mathis Lussy (1828–1910)
- František Zdeněk Skuherský (1830-1892)
- Salomon Jadassohn (1831–1902)
- Heinrich Bellermann (1832–1903)
- Arthur Joachim von Oettingen (1836–1920)
- Ebenezer Prout (1835–1909)
- Théodore Dubois (1837–1924)
- John Stainer (1840–1901)
- Petr Iljič Čajkovskij (1840–1893)
- Nikolaj Andrejevič Rimskij-Korsakov (1844–1908)
- Bernhard Ziehn (1845–1912)
- Otakar Hostinský (1847-1910)
- Carl Stumpf (1848–1936)
- Hugo Riemann (1849–1919)
- Vincent d'Indy (1851–1931)
- Guido Adler (1855-1941)
- Sergej Ivanovič Tanějev (1856–1915)
- Karel Teige (1859-1896)
- Richard Wallaschek (1860-1917)
- Heinrich Rietsch-Löwy (1860-1927)
- Ludwig Thuille (1861–1907)
- Karel Stecker (1861–1918)

## 20. století
- Stephan Krehl (1864–1924)
- Émile Jaques-Dalcroze (1865–1950)
- André Gedalge (1868–1926)
- Alfred Lorenz (1868–1939)
- Thorvald Otterstrom (1868–1942)[20]
- Heinrich Schenker (1868–1935)
- August Otto Halm (1869–1929)[21]
- Adolph Koczirz (1870-1941)
- Rudolf Louis (1870–1949)
- Charles Herbert Kitson (1874–1944)
- Arnold Schoenberg (1874–1951)
- Donald Tovey (1875–1940)
- Boleslav Leopoldovič Javorskij (1877–1942)
- Zdeněk Nejedlý (1878-1962)
- Paul Stefan-Grünfeldt (1879-1943)
- Otakar Zich (1879-1934)
- Alfred Einstein (1880-1952)
- Marion Bauer (1882–1955)
- Gracian Černušák (1882-1961)
- Leo Kestenberg (1882–1962)
- Boris Vladimirovič Asafjev (1884–1949)
- Robert Maria Haas (1886-1960)
- Ernst Kurth (1886–1946)
- Charles Seeger (1886–1979)
- Emil Axman (1887-1949)
- Nadia Boulangerová (1887–1979)
- Adele T. Katz (1887–1979)
- Anthony van Hoboken (1887–1983)
- Ludvík Kundera (1891-1971)
- Karel Boleslav Jirák (1891-1972)
- Alois Hába (1893-1973)
- Josef Hutter (1894-1959)
- Paul Hindemith (1895–1963)
- Howard Hanson (1896–1981)
- Roger Sessions (1896–1985)
- Henry Cowell (1897–1965)
- Antonín Modr (1898-1983)
- Zdeněk Hůla (pseud. Zdenko Bayer, 1901-1986)
- Karel Janeček (1903-1974)
- Robert Smetana (1904 - Brno)
- Mirko Očadlík (1904–1964)
- Felix Salzer (1904–1986)
- Jan Racek (1905-1979)
- Bohumír Štědroň (1905-1982)
- Zofia Lissa (1908-1980)
- Alexander Buchner (1911 – 2000)
- George Perle (1915–2009)
- Miroslav Venhoda (1915-1987)
- Milton Babbitt (1916–2011)
- Eduard Herzog (1916 - 1997)
- Edward T. Cone (1917–2004)
- Antonín Sychra (1918-1969)
- Karel Risinger (1920–2008)
- Jarmil Burghauser (vl. jménem Jarmil Mokrý, 1921–1997)
- Jaroslav Jiránek (1922–2001)
- Iannis Xenakis (1922-2001)
- George Russell (1923-2009)
- Jaroslav Volek (1923-1989)
- Allen Forte (1926–2014)
- Harold Powers (1928–2007)
- Karlheinz Stockhausen (1928–2007)
- Vladimír Hudec (1929-2003)
- Tomislav Volek (* 1931)
- Milan Poštolka (1932–1993)
- David Lewin (1933–2003)
- Jaroslav Smolka (1933–2011)
- Josef Bek (1934 - 2005)
- Benjamin Boretz (* 1934)
- Arnošt Parsch (1936-2013)
- Peter Ryom (* 1937)
- Edward Aldwell (1938–2006)
- Fred Lerdahl (* 1943)
- Michael Talbot (* 1943)
- Jiří Traxler (* 1946)
- William Caplin (* 1948)
- David Carson Berry (* 1968)
- Dmitrij Tymoczko (* 1969)
- Mario de Andrade (1883–1945)
- Vladimír Helfert (1886-1945)
- Ernst Widmer (1927–1990)[17]
- Jiří Vysloužil (1924-2015)
- Luděk Zenkl (1926 – 2012)
- Ivan Poledňák (1931-2009)
- Rudolf Pečman (1931–2008)
- Jiří Sehnal (* 1931)
- Stanislav Tesař (* 1940)
- Miloš Štědroň (* 1942)
- Michaela Freemanová (1946–2017)
- Robert Hugo (* 1962)
- Mikuláš Bek (* 1964)
- Aleš Březina (* 1965)

## 21. století
- Carl Schachter
- Richard Cohn (* 1955)
- Daniel E. Freeman (* 1959)
- Victor Kofi Agawu
- Ondřej Maňour (* 1972)
- Mário Sedlár (* 1976)
- Marios Christou (* 1978)
- Petr Macek
- Vladimír Maňas (* 1978)
- Jana Perutková
- Jana Spáčilová (* 1974)
- Ondřej Macek (* 1971)
- Petr Kalina (* 1978)
- Martin Flašar (* 1979)